# Pyramica fulda
Pyramica fulda är en myrart som först beskrevs av Bolton 1983.  Pyramica fulda ingår i släktet Pyramica och familjen myror. Inga underarter finns listade i Catalogue of Life.

## Bildgalleri